# Grand Capelet
Grand Capelet – szczyt w Alpach Nadmorskich, części Alp Zachodnich. Leży we Francji w regionie Prowansja-Alpy-Lazurowe Wybrzeże, przy granicy z Włochami. Szczyt można zdobyć ze schroniska Rifugio des Merveilles (2111 m). Góruje nad doliną Valle delle Meraviglie.